# Drepanosticta exoleta
Drepanosticta exoleta är en trollsländeart som beskrevs av Maurits Anne Lieftinck 1932. Drepanosticta exoleta ingår i släktet Drepanosticta och familjen Platystictidae. IUCN kategoriserar arten globalt som otillräckligt studerad. Inga underarter finns listade i Catalogue of Life.